# Amir Reza Masumi
Amir Reza Masumi (pers. ‏امیررضا معصومی‎; ur. 16 września 2004) – irański zapaśnik walczący w stylu wolnym. Mistrz Azji w 2025; piąty w 2023. Drugi w Pucharze Świata w 2022. 
Wygrał MŚ U-23 w 2022 i 2024. Mistrz świata juniorów w 2022, 2023 i 2024; kadetów w 2021 roku.